# Neozoarces
Neozoarces is een geslacht van straalvinnige vissen uit de familie van stekelruggen (Stichaeidae). Het geslacht is voor het eerst wetenschappelijk beschreven in 1880 door Steindachner.

## Soorten
- Neozoarces pulcher Steindachner, 1881
- Neozoarces steindachneri Jordan & Snyder, 1902